# Kiel (kungaskepp)

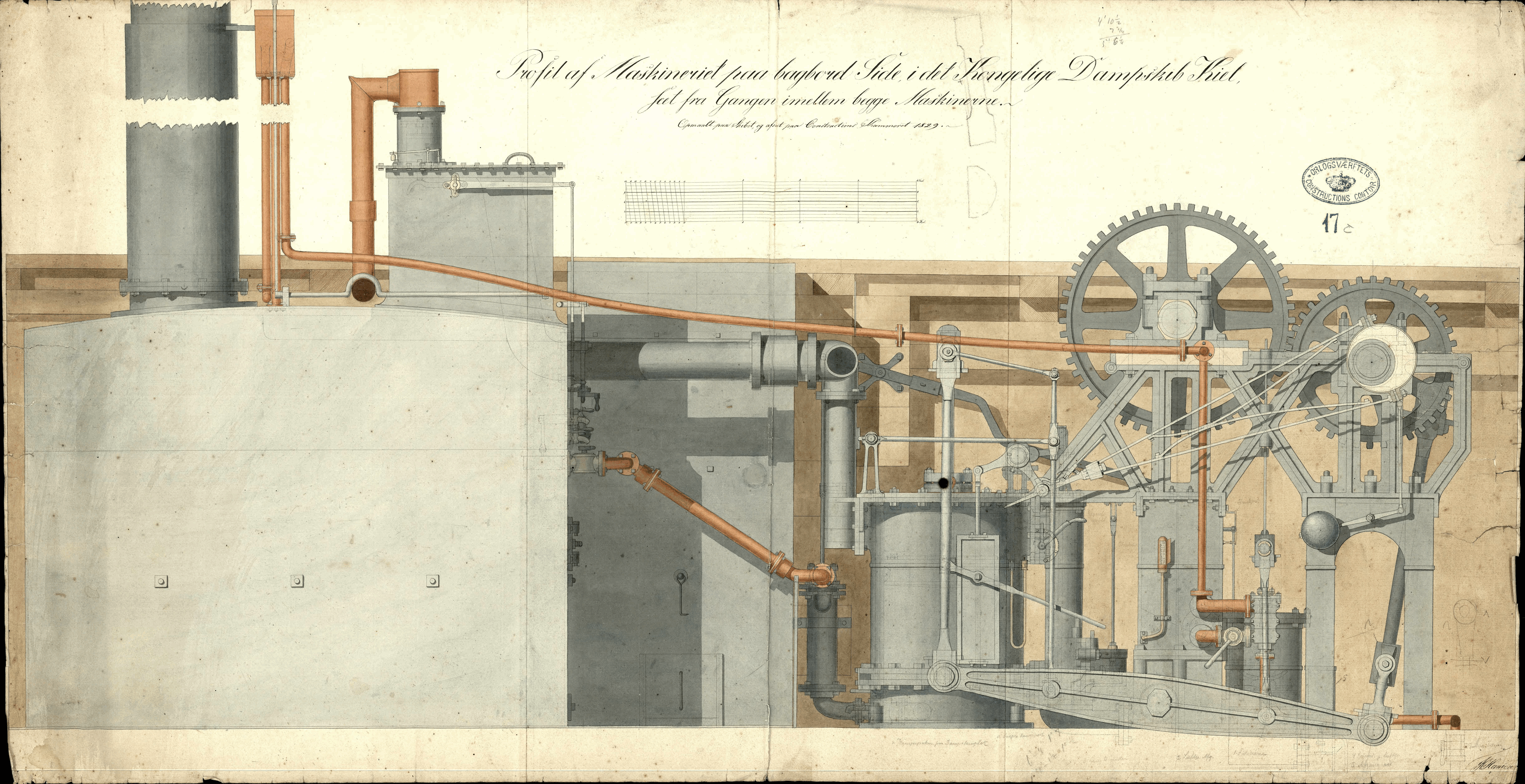
En av Kiels två ångmaskiner på en teckning från 1829

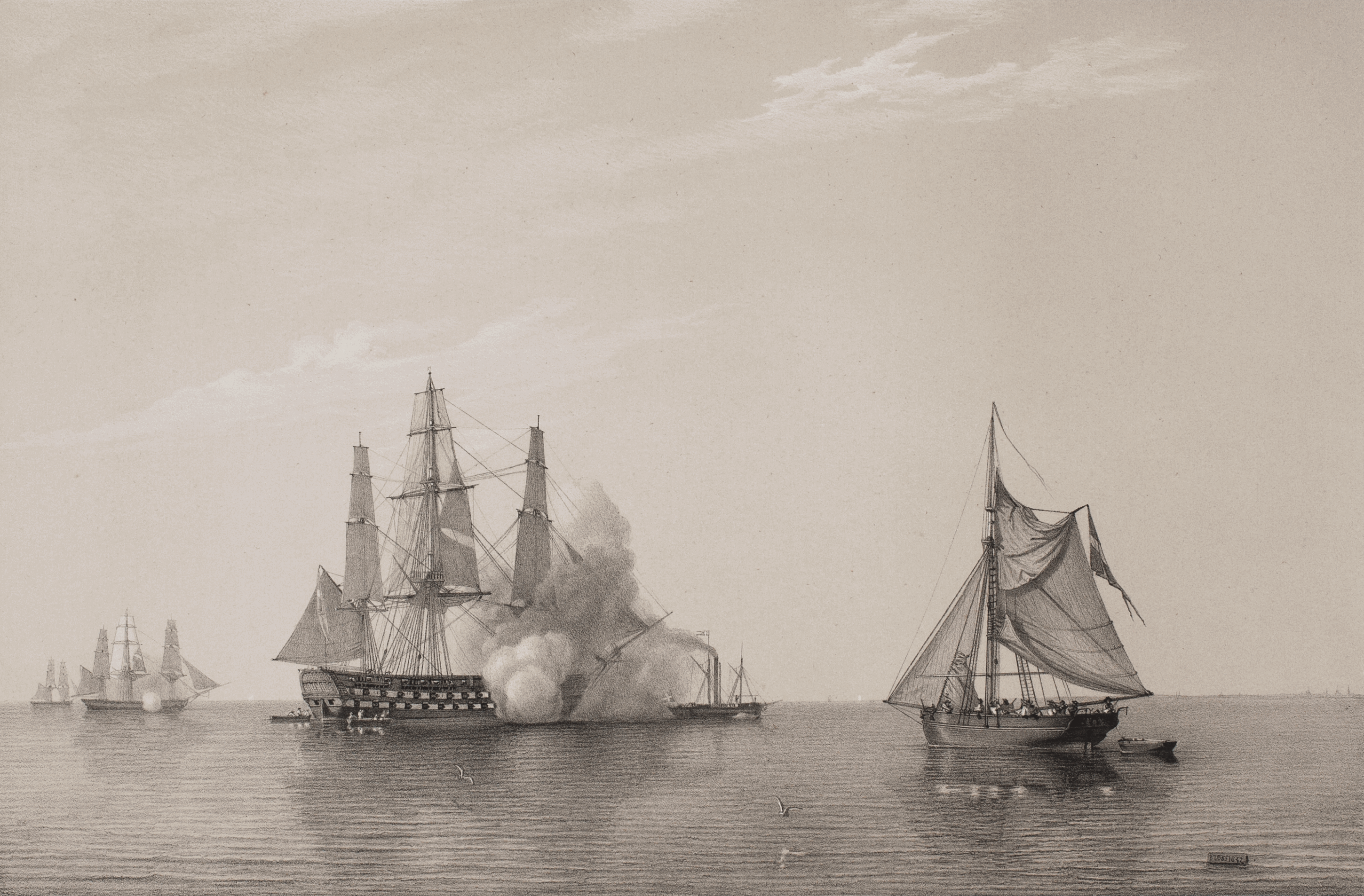
Kiel med en flotteskader i Nordtyskland 1841, stick av Adolph Kittendorff efter en målning av Frederik Theodor Kloss

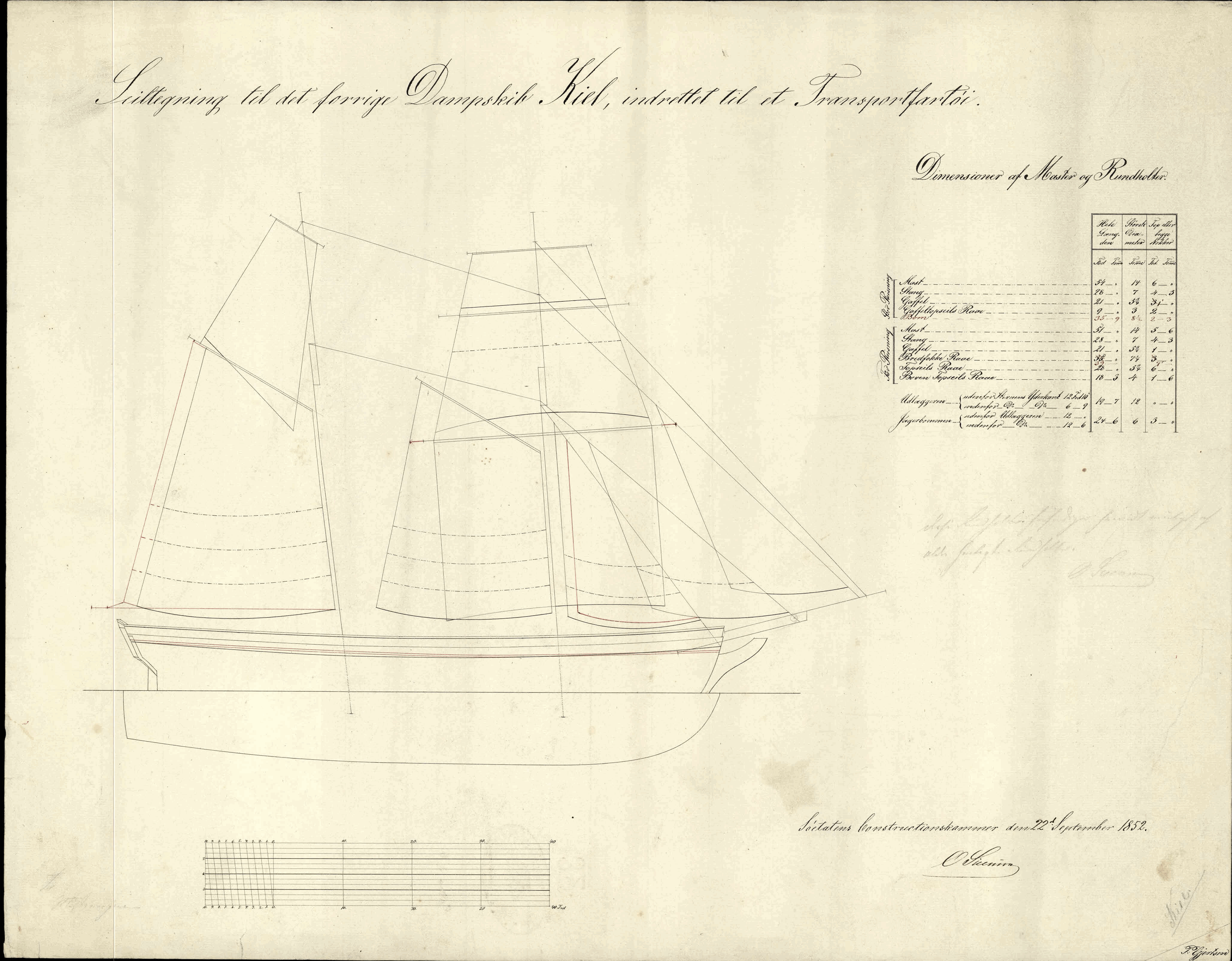
Orlogsværftets förslag från 1852 till hur Kiel skulle riggas om till transportskonert

Kiel var en dansk hjulångare, som byggdes i Storbritannien 1821 och som köptes av den danske marinen i maj 1824 som dess första ångfartyg för att tjänstgöra som kungaskepp. Hon blev ombyggd till tvåmastad skonert 1853 och höggs upp 1897.
Hon byggdes som Eagle på Deptford Dockyard i Deptford vid Themsen 1821 och blev det första ångfartyget mellan London och Margate vid Themsens mynning. Hon seglade för Thomas Brocklebanks (1774–1845) rederi Eagle & Falcon Steam Packet Co., men såldes redan 1824 till Søværnet i Danmark för att användas som kungaskepp.
Fartyget hade två ångmaskiner från Boulton & Watt på sammanlagt 40 hk, vilket gav henne en hastighet på 6-7 knop. I dansk tjänst var besättningen elva man, varav fyra arbetade i maskinrummet. Fartyget fick efter inköpet nya kajutor med inspiration från Georg III:s yacht Royal Sovereign. Det nya kungaskeppet ankom till Köpenhamn den 4 juni 1824 och döptes om till Kiel. Efter ankomsten till Köpenhamn utvärderades hjulångarnas sjömilitära värde av Søværnet. Man kom fram till att hjulångarna med de stora hjulen på sidorna var för sårbara för att vara egentliga krigsskepp, medan det värderades att de var bra för bogsering av andra skepp och för trupptransport. Det fanns motstånd i Danmark mot inköpet, eftersom flottan fortfarande var under uppbyggnad efter de ödeläggande Englandskrigen. Eftersom det fanns behov av en lustyacht för kung Fredrik VI, bedömdes det att förnuftigt att följa kungens önskemål, anskaffa ångfartyg och skaffa sig erfarenheter av sådana. 
Fredrik VI använde ofta fartyget på sina resor i kungariket fram till sin död 1839, varefter flottans ledning fick order om att få ett nytt kungaskepp byggt. Den nya kungen, Kristian VIII beslöt att två ångfartyg skulle anskaffas till flottan, varav det mindre skulle inrättas som kungaskepp. Detta senare fick namnet Ægir och ankom till Danmark i oktober 1841. 
I november 1841 lånades Kiel ut till överfarten på Stora Bält, eftersom postångaren Mercurius skulle på översyn. När hon återlämnades i mars 1842 var hon så nedsliten, att det föreslogs att hon skulle huggas upp. Flottans ledning ville dock behålla henne som reservfartyg, varför skrovet renoverades och nya pannor anskaffades i Frederiksværk. Kiel kom till fortsatt användning av Kristian VIII, som hade sommarresidens i Wyk på Föhr. Åren 1843–1846 fick han genomfört att Kiel stod till hans förfogande för ferietransporterna, och när fartyget ändå var där, kunde det likaväl också mot betalning till Søværnet betjäna badgästerna på den lokala badinrättningen.

## Under tysk flagg
När Treårskriget bröt ut i mars 1848 låg Kiel i Glückstadt i Schleswig-Holstein, där var det ont om fartyg, varför Kiel togs in i hertigdömets flotta, som officiellt var en del av nybildade Tyska förbundsflottan under Tyska förbundet. Fartyget transporterade trupper och bogserade kanonbåtar och medverkade till att de danska styrkorna på öarna i Vadehavet måste dra sig tillbaka till Fanø.

## Åter under dansk flagg
Efter krigsslutet återfördes Kiel till den danska flottan i augusti 1851. Flottan hade då inte längre användning för detta gamla ångfartyg och försökte förgäves sälja det på auktioner 1851 och 1852. Till slut togs maskineriet bort och fartyget byggdes om till en skonert för frakt. Marinen sålde därefter Kiel i april 1865 till köpmannen J.P. Larsen i Løkken, som döpte om det till Frederik VI:s Minde. Larsens änka gifte sig med fastighetsägaren Lars Christian Nielsen, som var majoritetsägare i fartyget från 1885. Från 1892 ingick det i Nielsens dödsbo och höggs upp senast 1897.